# Assella
Pour les articles homonymes, voir Asella de Rome (it) et Asela (Sri Lanka).
Ne doit pas être confondu avec Assela ou Aselle.
Assella (souvent orthographié Asela ou en anglais : Asella) est une ville du centre de l'Éthiopie. Centre administratif de la zone Arsi dans la région Oromia, elle a 67 269 habitants en 2007.

## Géographie
Assella se trouve au pied du mont Chilalo sur la route Adama-Asasa. Elle est desservie par un aéroport (code IATA : ALK).
La ville est à environ 2 400 m d'altitude, 125 kilomètres au sud de la capitale Addis-Abeba. Elle couvre 1 698 hectares.

## Histoire
Capitale de l'ancienne province de l’Arsi et de l'awraja Chilalo, Assella devient le centre administratif de la zone Arsi de la région Oromia en 1995 lors de la réorganisation du pays en régions.
D'abord chef-lieu du woreda Tiyo, c'est un woreda indépendant depuis 2007.

## Démographie
| 1984   | 1994   | 2007   | 2013   |
| ------ | ------ | ------ | ------ |
| 36 720 | 47 391 | 67 269 | 86 400 |

Assella compte 67 269 habitants, tous citadins, au recensement national de 2007. La majorité des habitants (67 %) sont orthodoxes, 23 % sont musulmans et 9 % sont protestants.
En 2022, sa population est estimée à 139 537 personnes avec une densité de population de 8 218 personnes par km2 et 16,98 km2 de superficie.

## Personnalités liées
- Haile Gebreselassie (né en 1973 à Assella), coureur de fond.
- Mohammed Aman (né en 1994 à Assella), athlète spécialiste du 800 mètres.
- Lamecha Girma (né en 2000 à Assella), athlète éthiopien.